# Spigelia genuflexa
Spigelia genuflexa là một loài thực vật thuộc họ Mã tiền trong bộ Long đởm, được phát hiện và công bố tháng 9 năm 2011 ở Bahia, Brasil. Loài cây này có đặc điểm thích ứng đặc biệt với môi trường khắc nghiệt: uốn cong thân sau khi ra hoa để tự gieo hạt xuống đất nhằm duy trì nòi giống.

## Phát hiện và đặt tên

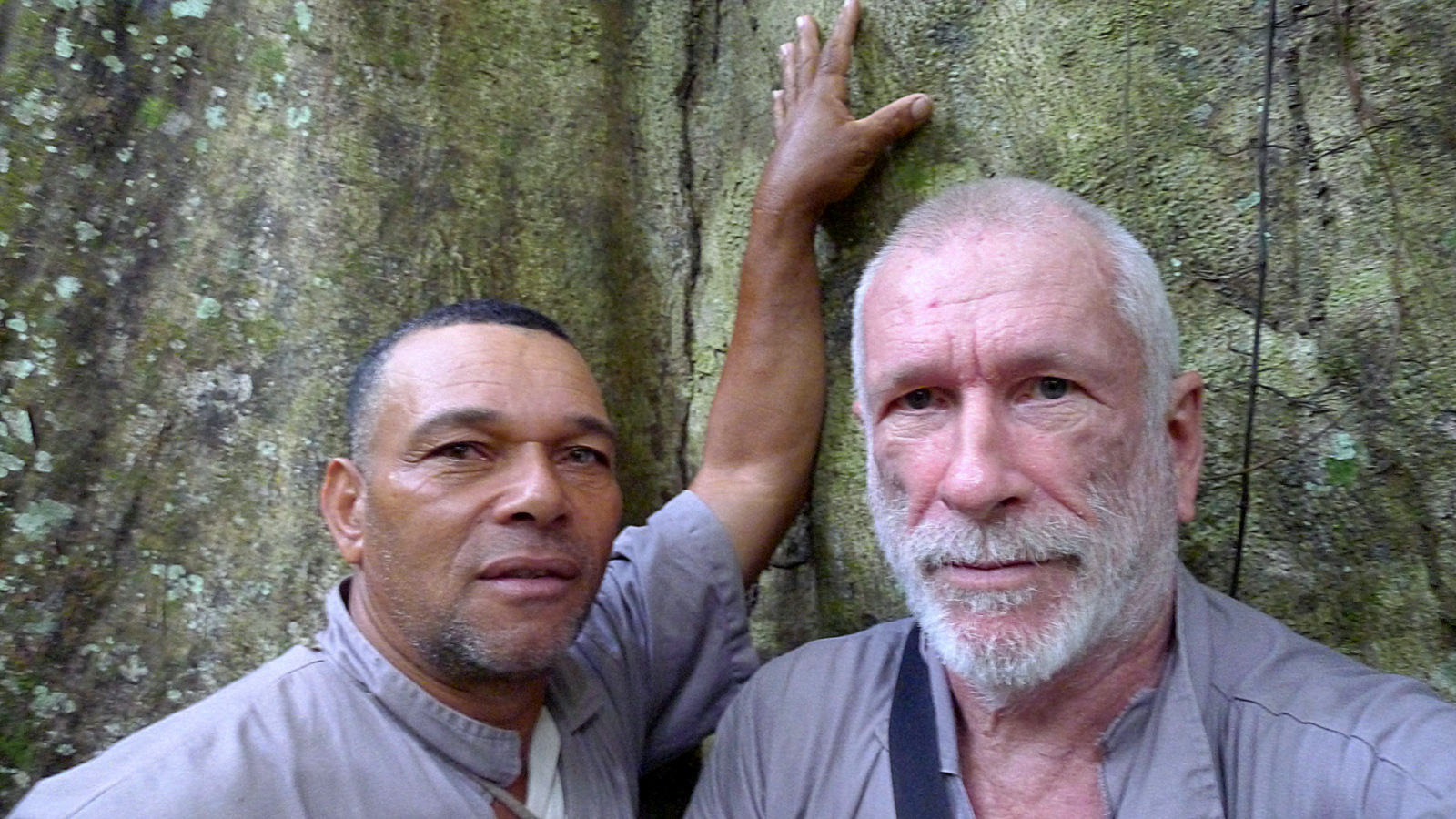
Mendes Santos và Alex Popovkin năm 2014

Năm 2009, José Carlos Mendes Santos (còn gọi là Louro) là người đầu tiên phát hiện giống cây mới cao khoảng 1 inch với bông hoa màu trắng phớt hồng trên mảnh đất gần căn nhà của nhà sưu tầm và thực vật học nghiệp dư Alex Popovkin ở vùng Bahia, đông bắc Brasil. Bahia vốn là một trong những khu vực đa dạng sinh học nhất trên thế giới.. Giống cây nhỏ được Louro khoe với Popovkin và được Popovkin đặt trên cửa sổ để quan sát theo dõi. Nhờ sử dụng năng lượng mặt trời và kết nối mạng internet, Popovkin tải một số ảnh cây này lên Flickr nhờ các chuyên gia phân loại học toàn cầu giám định
Một nhà thực vật học người Brasil đã đề nghị xếp nó vào họ Mã tiền, chi Spigelia với khả năng là một loài mới. Lena Struwe, một chuyên gia phân loại học thực vật tại Đại học Rutgers, người đã từng mô tả một loài khổ sâm Gentiana acaulis trên dãy Andes  đã hợp tác nghiên cứu. Một số mẫu vật đã được gửi tới Đại học Bang Feira de Santana ở Feira de Santana, Bahia và Mari Carmen Molina, một nhà khoa học bạn của Struwe từ Tây Ban Nha đã chiết xuất DNA của cây. Cũng với sự hợp tác và xác nhận của Katherine Mathews ở Đại học Tây Carolina, loài thực vật mới đã được phân loại vào chi Spigelia. Tên loài, S. genuflexa, gốc từ tiếng Latinh genuflexus (genuflexion: quỵ, quỳ gối) được đặt dựa theo đặc điểm cây quỳ xuống thả quả nang chứa hạt để duy trì nòi giống.

## Đặc điểm sinh học

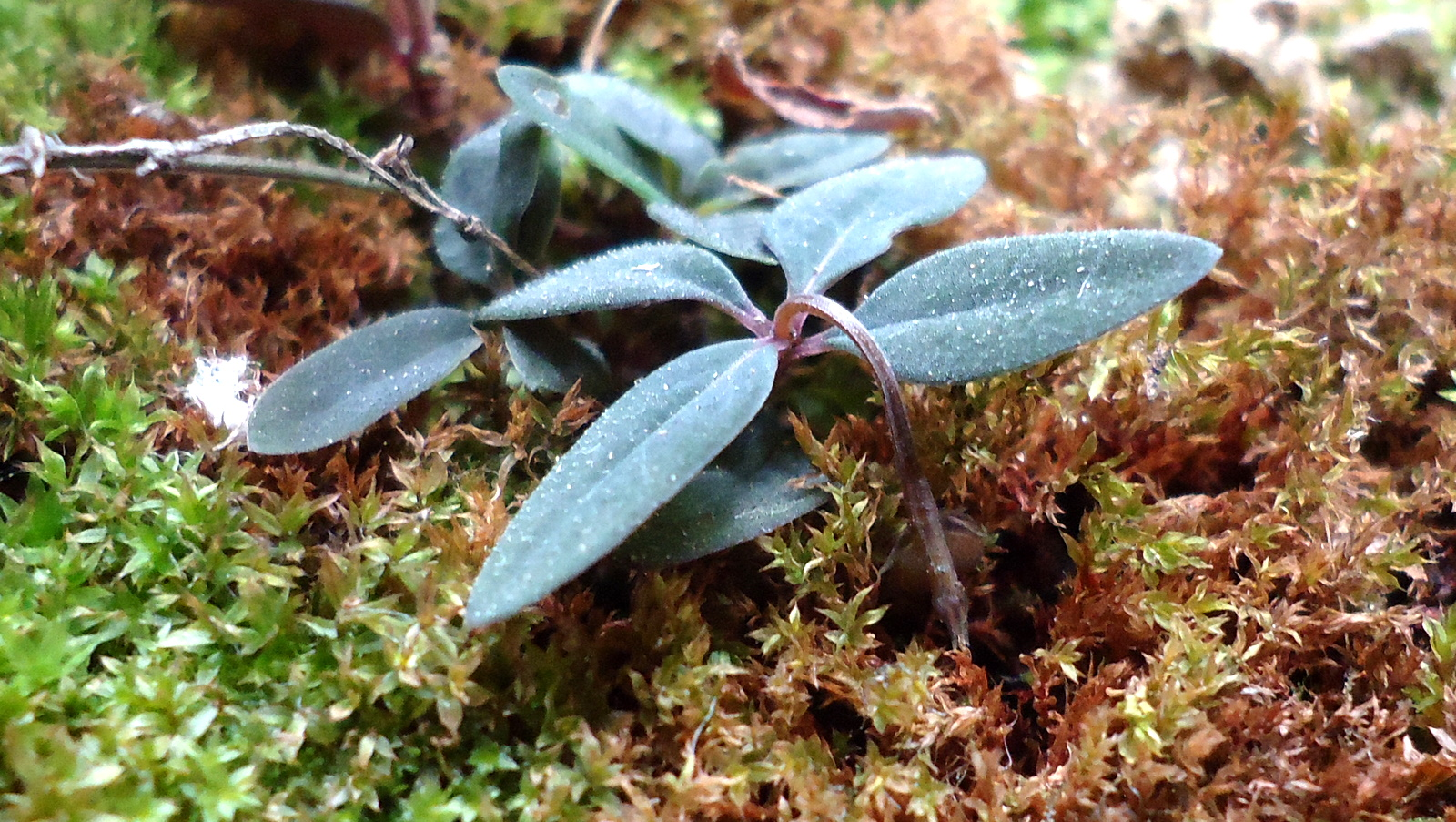
Spigelia genuflexa uốn thân gieo hạt

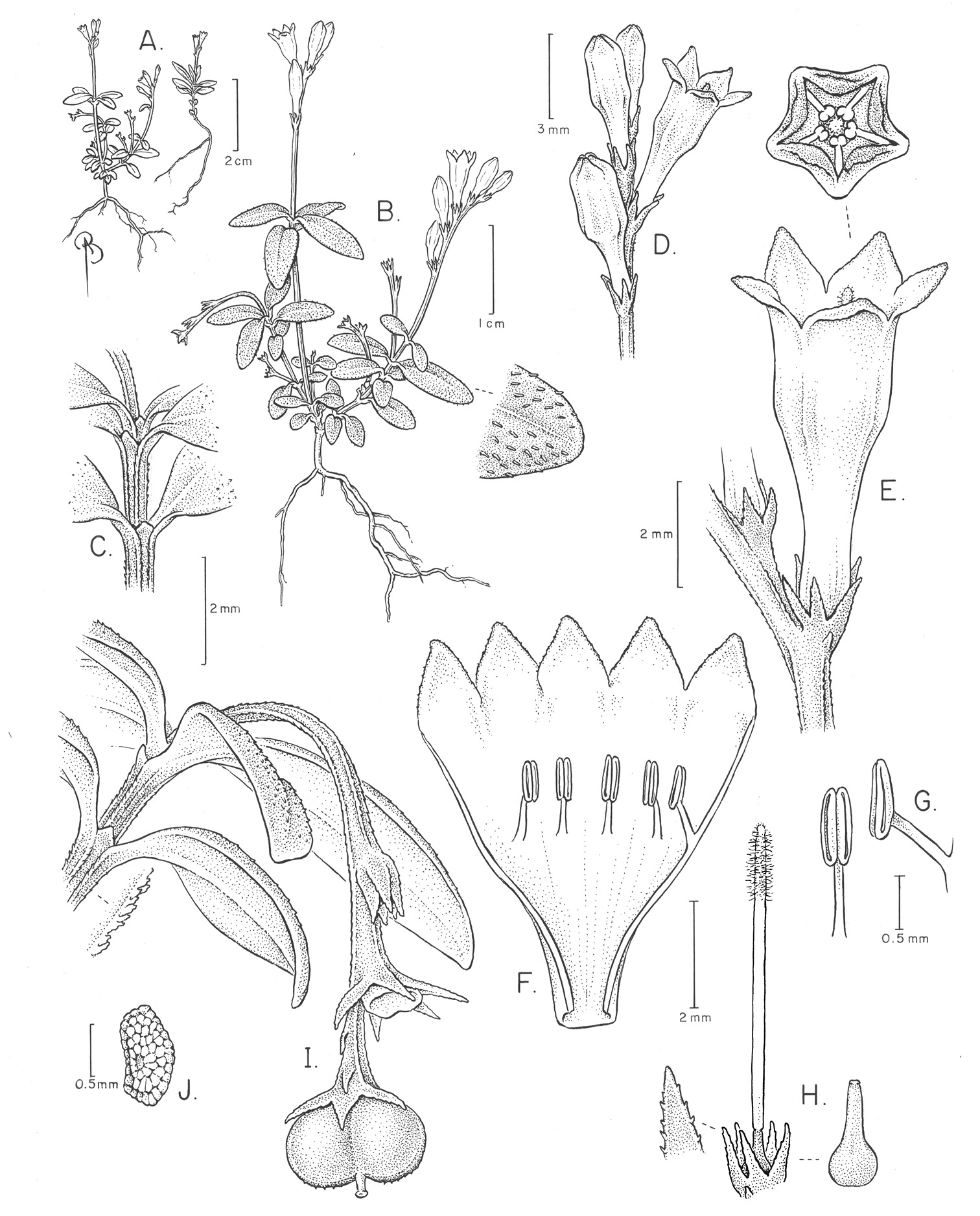
Các bộ phận cây Spigelia genuflexa

### Mô tả
Cây cao khoảng 3 cm, thân cỏ mảnh, lá to (so với thân) hình phiến.
Rễ xơ và không tỏa rộng.
Lá rộng 0,2-0,5 cm, dài 0,6–2 cm, hình elíp hoặc oval, cuống dài 1-2 mm.
Hoa màu hồng sáng hình ngôi sao.
Hạt hình tròn, vỏ màu nâu, đường kính từ 0,7–1 mm, ruột màu xanh lá sáng.

### Sinh thái
Spigelia genuflexa là cây đơn niên. Vào khoảng cuối mùa khô, sau khi thụ phấn, cành cây uốn cong xuống để thả quả chứa hạt xuống đất quanh cây mẹ. Cây mẹ chết và lứa cây con đến đầu mùa mưa lại mọc lên thay thế, là một hiện tượng có tên gọi là Geocarpy, với ví dụ thường được biết đến là đậu phộng.

## Phân loại
Spigelia là một chi gồm khoảng 60 loài cây thân thảo bụi Nam Mỹ, mọc rải rác từ ôn đới (Buenos Aires thuộc Argentina) đến nhiệt đới (Trung Mỹ, México và vùng Caribe). các cây trong chi Spigelia có lá mọc đối hoặc mọc vòng, hoa cụm một mặt thường phẳng ở đỉnh, trong đó cuối của mỗi thân nhánh và thân chính đều có hoa, màu sắc sáng rực.
Popovkin & Struwe đề nghị xếp loài cây này vào sách đỏ, mục thiếu dữ liệu (Data Deficient) do việc quan sát chỉ được thấy tại hai quần thể hạn chế trong một khu vực tư nhân không được quản lý bảo vệ.